# Piano nobile
Izraz Piano nobile (italijansko 'plemenito nadstropje') je sinonim za Bel étage (francosko 'lepo nadstropje'). Obe obliki izraza sta iz 17. stoletja.
Piano nobile se nanaša na dvignjeno reprezentančno nadstropje v vertikalni etažni strukturi. Je nad celotnim pritličjem z okni in je dostopno prek notranjega stopnišča. Odlikuje se po stropni višini in opremi v primerjavi z drugimi nadstropji. 

## Predzgodovina
Tipična dolga in široka reprezentativna dvorana v prvem nadstropju, kot se vidi v sirski palači Qasr-ibn-Wardan (564) se zdi, da se je najprej pojavila na vzhodu Sredozemlja, zlasti v stolpih in stanovanjskih zgradbah. Predvsem se ta ugotovitev lahko razlaga kot znak raznolikosti palačne gradnje v poznih rimskih časih. V rimski antiki je v vsakem primeru prišlo do velikih gosposkih stavb brez kakršnega koli sistematičnega načrtovanja piano nobile. .
Za obdobje od zgodnjega srednjega veka, je mogoče najti v okviru stavb za papeže v Rimu, pod papežem Zaharijo (741-752) zgrajen stolp v pisnem poročilu, dvignjen reprezentančen prostor. Za obrambno in palačno stavbo v severni Italiji v zgodnjem srednjem veku lahko sicer določimo nadaljevanje rimskih stavbnih tradicij. 
V študiji Frankovskega cesarstva na področju verskih objektov, je obravnavana Aachenska stolnica (792). V nasprotju z dvema prototipoma San Vitale in Neonova krstilnica v Raveni, je v Aachnu prikazano visoko nadstropje z arkadami, ki mu je dodeljen višji položaj. Poleg tega se v zahodni pfalški cerkvi prvič pojavi prostor, osrednja soba, ki je dvignjena nad vhodno dvorano, odprta v cerkev in s prestolom na sredini. Ta komponenta se je prvič pojavila navzven po videzu visoka. Ne moremo dokazati ali ta komponenta igra osrednjo vlogo v nastanku piano nobile, toda zaradi dejstva, da je visok duhovnik prihajal iz plemstva, je taka povezava verodostojna.
Dvorana v pfalci v Paderbornu je bila verjetno zgrajena nad nadstropjem, podobnem kleti, kot verjetno ustrezni del stavbe Aachenske pfalce. Za bizantinsko in islamsko območje niti v zgodnjem srednjem veku ni mogoče najti jasnih sklicev na piano nobile. Tudi v Alhambri v Granadi (1. polovica 14. stoletja) še vedno prevladuje horizontalna hierarhična predstavitev. 

## Zgodovina
Najstarejši piano nobile je v donžonu v Locheju (Indre-et-Loire) (med letoma 1012/13 in 1030/35). To je štirinadstropni stolp, ki je služil kot skladišče v pritličju, z reprezentančnim prvim nadstropjem in nad tem stanovanjski del. Stavba pripada tipu grad, ki se je začel razvijati v 9. stoletju na frankovskem ozemlju. Prvotno leseno konstrukcijo se postopno nadomestili z masivno (kamnito) konstrukcijo na prelomu 11. stoletja, tako da je od takrat mogoč strukturni dokaz piano nobile. Na nekaterih ozemljih, kot je v Italiji, pa je prišel kasneje ali kot v Bizancu, kjer sploh ni prevzel tega tipa stavbe. 
Razvoj piano nobile je povezan s položajem in obliko stopnišča. Do konca srednjega veka je v tem kontekstu po navadi enoramno zunanje stopnišče. Njegov zgornji in spodnji podest omogoča pozdravne nastope. Kot pozni primer tega oblikovanja je lahko Doževa palača (Scala dei Giganti) v Benetkah (1484-1501). V Franciji se že v 14. stoletju Corps de Logis pojavlja s spiralnim stopniščem, ki se razširi po vsej severni Evropi. S Château de Chambord stopnišče vstopi v stavbo. Posledica tega je, da položaj stopnišča in dvoramnost omogočata uprizoritev naraščajočega in padajočega stopanja. Ustrezna izvedba je dosegla vrhunec v baročnem slogu.
Spremembe v strukturi fevdalne družbe z upravo in javnimi službami v 15. stoletju, v mestnih palačah in vilah, letnih in lovskih dvorcih je v mnogih primerih poudarek na pritličju. Palazzo Medici Riccardi v Firencah pomeni nov tip mestne palače brez piano nobile. Zlasti v Italiji je imel povratek suburbane vile ustrezen učinek. Potsdamske palače na drugi strani kažejo tipološke razlike: palača Sanssouci nima piano nobile, ima ga Nova palača. Za razliko od srednjeveškega stolpa pa so bila stanovanja absolutističnih knezov kompleksni prostori z izrecno horizontalno in vertikalno hierarhijo.
Pri buržoazni vrsti arhitekture, ki se je začela v 19. stoletju, je piano nobile imel le marginalno vlogo. V buržoazni stanovanjski stavbi z družbeno mešanico. se stanovanje nad pritličjem z gospodarsko najmočnejšim in navzgor vzpenjajočim prebivalstvom, imenuje Beletage. Poklicno predstavništvo se s svojim velikim stopniščem premesti v sodne dvorane, muzeje, upravne pisarne itd. V vilah je postalo glavno pritličje. 

## Pomen
Piano nobile je najprej nastal v kombinaciji s stolpom in tam postavljenim prostorom za javne funkcije, ki so bile v zgodnjem srednjem veku še vedno rezervirane za papeža in kralja in je naznanjal izključno položaj v družbi. Šele ko je centralna oblast uspela učinkovito preprečiti zunanje vdore ali vojaške konflikte, je plemstvo omogočilo pojav gradu s piano nobile, da bi lahko oblikovali fizično varovanje, medtem ko bi ohranili visok socialni status. V vzhodnem rimskem območju, japonskih gradovih in kitajskih palačah, je ostala horizontalna hierarhična struktura stavb. 
Omejevanje širjenja piano nobile v Zahodni Evropi je lahko povezana z dejstvom, da je hierarhična pomembnost med ljudmi na splošno izražena na vodoravni ravni, sicer nedostopna. Dejavniki, kot sta velikost in višina, lahko zagotovijo dodatne ugodnosti, vendar so le v določenih okoliščinah potrebni. Tak poseben položaj prevladala očitno v času srednjeveškega gradu, medtem ko je piano nobile iz sodobnega časa, funkcijo zagotavljanja varnosti izgubil in je služil le kot znak moči.
Že v študiji rimskega cesarstva je mogoče ugotoviti, da v rimski literaturi in filozofiji obstaja vertikalna metafora v smislu družbenega statusa, ki v arhitekturi ni enakovreden. Kar se tiče piano nobile je značilno, da spodnje pritličje nikakor ni bilo rezervirano za nižje razrede, ampak da se je močan človek pojavil navzven v svoji mogočni hiši z vsem svojim aparatom moči in bil z obiskovalcem soočen na piano nobile na isti ravni . 
Piano nobile ne moremo razumeti kot zrcalo klasično sestavljene srednjeveške družbe.